# Seton Castle

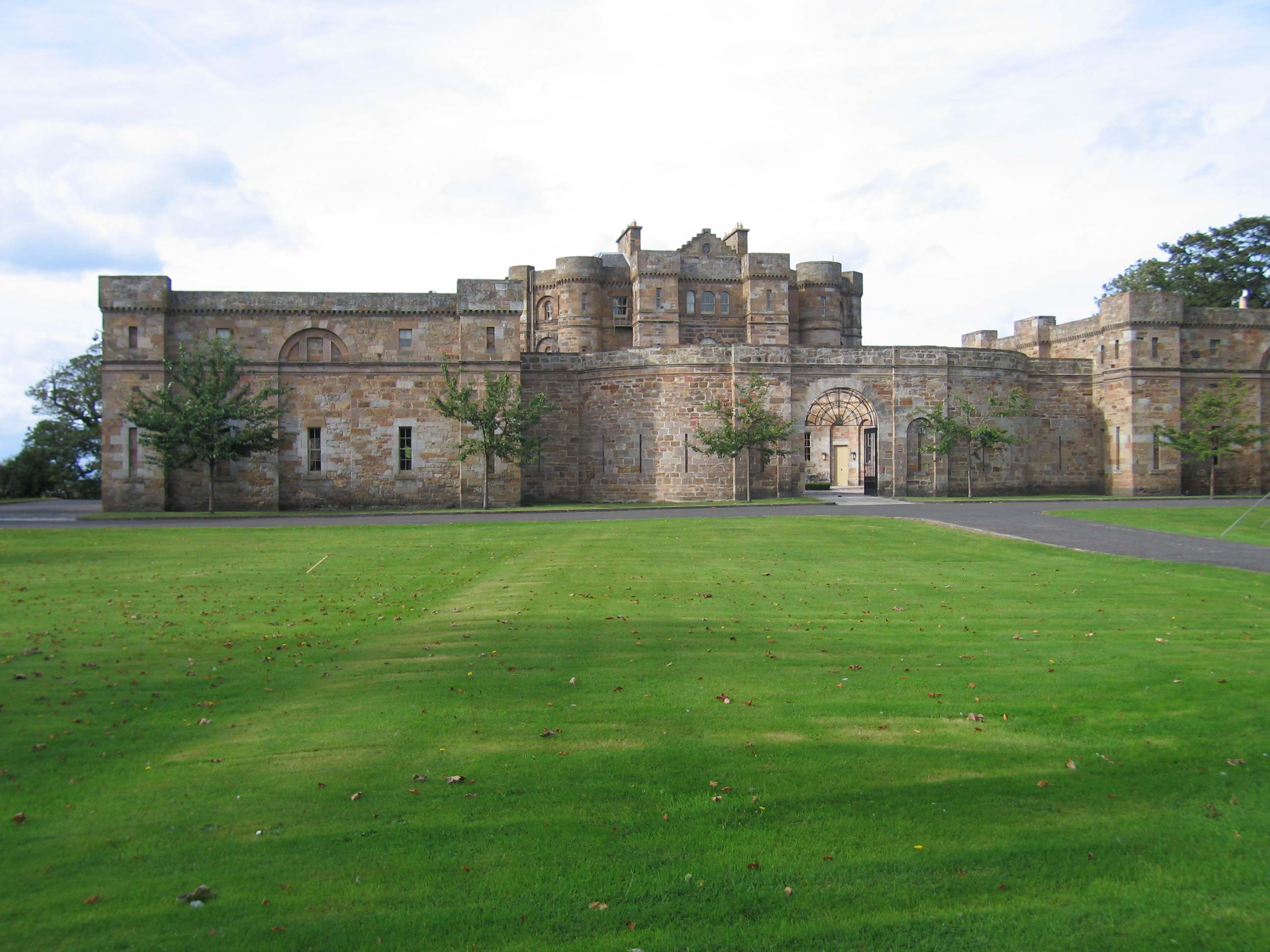
Seton Castle

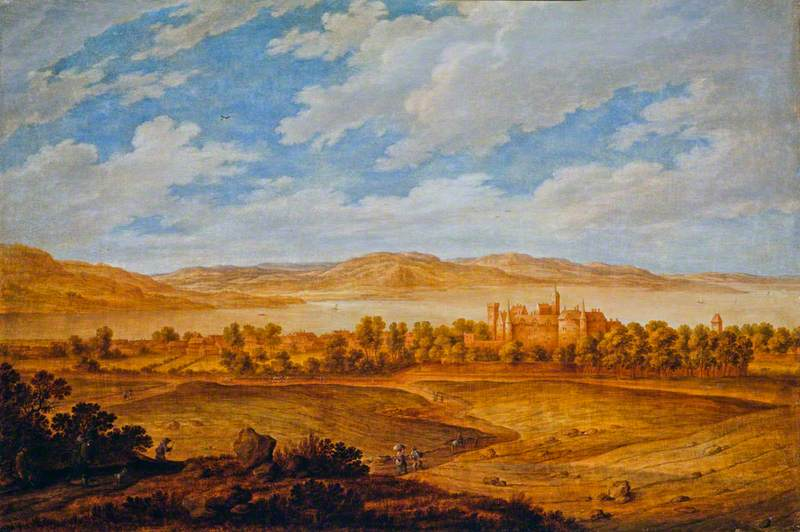
Seton Palace und das Forth-Ästuar (Firth of Forth) von Alexander Keirincx, ca. 1639, Scottish National Gallery

Seton Castle, ehemals Seton House, ursprünglich Seton Palace, ist ein britisches Herrenhaus. Es liegt etwa 500 m südlich der schottischen Ortschaft Cockenzie and Port Seton in der Council Area East Lothian. 1971 wurde das Bauwerk in die schottischen Denkmallisten in der höchsten Kategorie A aufgenommen. Außerdem sind die zugehörigen Gärten in das schottische Register für Landschaftsgärten gelistet.

## Geschichte
Im 12. Jahrhundert gelangten die Ländereien von Seton und Winton (siehe Winton House) in den Besitz der Familie Seton (Clan Seton), die sich in der Folgezeit zu einer der einflussreichsten Familien Schottlands entwickelte. Wann genau sie am Standort ihre Seton Palace genannte Residenz erbauten, ist nicht überliefert. 1544 fiel das Bauwerk einem Brand zum Opfer, wurde jedoch restauriert. In Aufzeichnungen aus dem 16., 17. und 18. Jahrhundert wurde Seton Palace zu den prächtigsten Herrensitzen Schottlands gezählt. Zu den königlichen Gästen zählen Maria Stuart, Jakob VI. sowie Karl I.
George Seton, 5. Earl of Winton, ein Jakobit, verlor die Ländereien infolge der Jakobitenaufstände von 1715. Der im Zuge der Aufstände beschädigte Seton Palace fiel an die York Building Company und trat in eine Phase des Verfalls ein. Als William Mackenzie das Anwesen erwarb, befand sich Seton Palace in ruinösem Zustand. Um Platz für den Bau des heutigen Seton Castle zu machen, wurde Seton Palace im Jahre 1790 abgebrochen. Sowohl die Kapelle, als auch die Park- und Gartenanlagen blieben jedoch erhalten.
Im selben Jahr wurde der Bau des Herrenhauses nach einem Entwurf des bekannten schottischen Architekten Robert Adam begonnen. Die Baumaßnahmen des Edinburgher Juristen Alexander Mackenzie umfassten auch die Verlegung der Ortschaft Seton, um eine größere Distanz zu Seton Castle zu erzielen. Mackenzie verstarb bereits 1796 und Francis Charteris, 7. Earl of Wemyss erwarb das Anwesen. In der Folgezeit verpachteten die Earls of Wemyss Seton Castle. In den 1920er Jahren wurde der Name zu Seton House geändert. 2007 wurde das Anwesen für 5 Millionen £ an das Unternehmerpaar Stephen Leach und Heather Luscombe verkauft. Seit 2012 wird wieder der Name Seton Castle geführt.